# Akalat des marais
Pellorneum palustre
Espèce
Statut de conservation UICN

 VU A2c+3c+4c : Vulnérable
L'Akalat des marais (Pellorneum palustre) est une espèce de passereaux appartenant à la famille des Pellorneidae.

## Répartition
Cet oiseau peuple le sous-continent indien.